# Султан Давлет-Гирей
Султан Давлет-Гирей Селетович (Салат-Гиреевич) (30 декабря 1875 — март 1918) — князь, представитель одной из младших ветвей крымской ханской династии Гиреев (чингизид), корнет (1895).

## Биография
Один из семи сыновей царского офицера, князя Султана Селет-Гирея.
С 1881 года рос и воспитывался в Египте. В 1890 году 14-летний Султан Давлет-Гирей вернулся из-за границы на Кавказ. В 1895 году с производством в чин корнета «как русскоподданный» окончил Константинопольское кавалерийское училище. Выполнял в Турции разведывательное задание русского правительства.
В 1895 года возвратился из Турции в Россию. С 1911 года Султан Давлет-Гирей постоянно проживал в Кубанской области. Занимался вопросами истории и этнографии народов Кавказа. Был членом ряда культурно-просветительских и благотворительных обществ.
Довлет Гирей считается основателем адыгейского театра и первым сценаристом. Получил широкую известность его очерк в Известиях общества любителей изучения Кубанской области о положении адыгов в Турции. Им было высказано удовлетворение отношением турецких властей к адыгам. Однако восприятие обстановки в Турции изменилось после казни без суда в 1912 году 10 генералов-черкесов, а особенно после нападения Турции на Россию в конце 1914 года. По этому поводу им был отправлен обширный доклад от 20 января 1915 года верховному главнокомандующему великому князю Николаю Николаевичу.
Брат председателя дивизионного Комитета Кавказской Туземной конной дивизии полковника Султана Крым-Гирея.
Убит в марте 1918 года большевиками. Также были убиты его братья Султан Крым-Гирей, Султан Каплан-Гирей и Султан Магомет-Гирей.